# Франческо дель Косса
Франче́ско дель Ко́сса (італ. Francesco del Cossa; 1435, Феррара — 1477, Болонья) — італійський живописець.

## Біографія

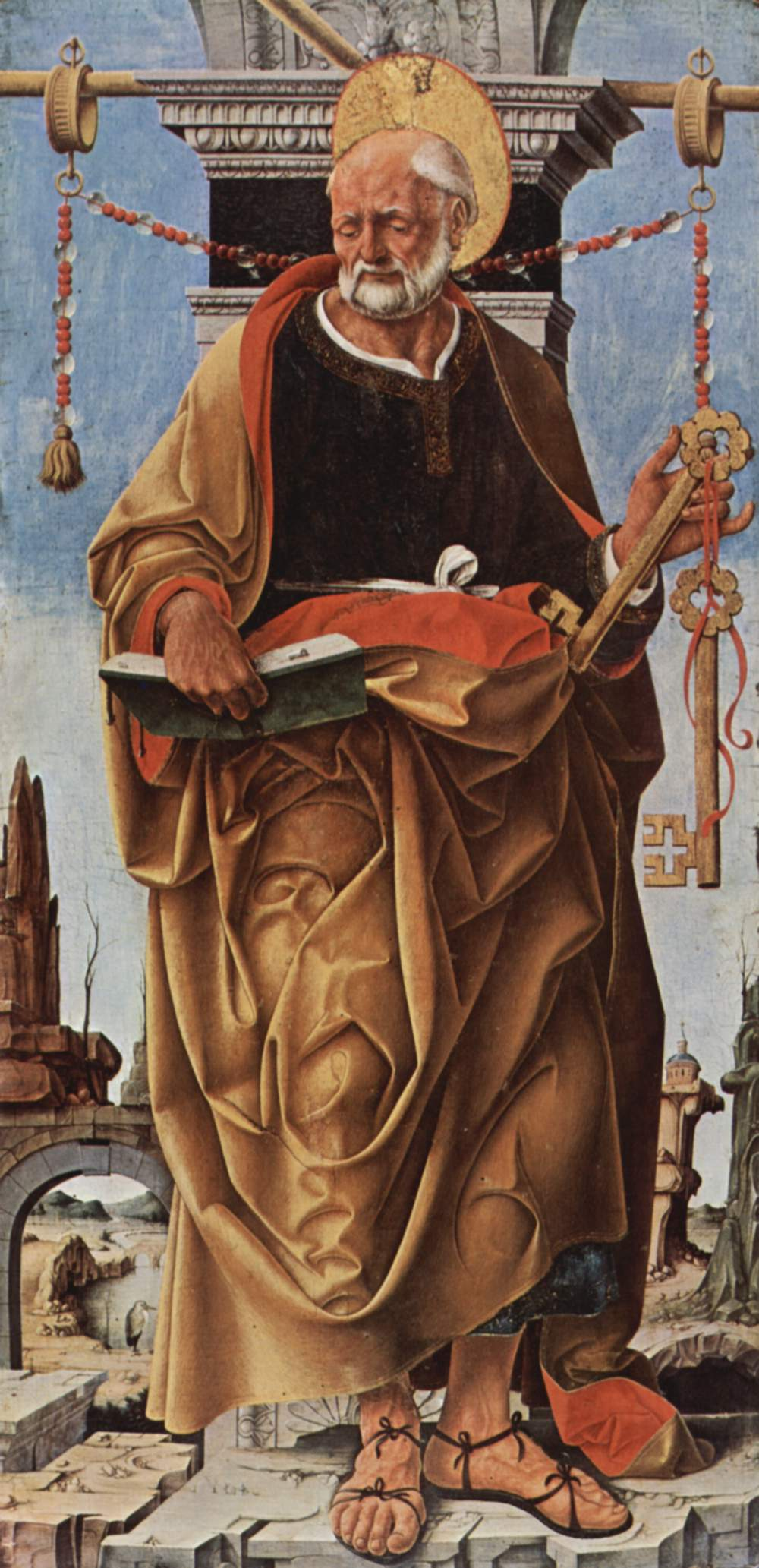
«Св. Петро», 1473, Пінакотека Брера, Мілан

Народився у Феррарі, де пройшла більша частина його життя. Навчався, ймовірно, у художника Козімо Тура, вплив якого відчутний у його ранніх роботах. У стилі Косси помітні також риси, характерні для творчості Андреа Мантеньї і П'єро делла Франческа, однак його роботи відрізняються більшою м'якістю і спокійною галантністю.
Головною роботою Косси у Феррарі стали розписи Палаццо Скіфанойя, виконані художником у період між 1460 і 1470 роками на замовлення герцога Борсо д'Есте. Припускається, що в роботі також брали участь Козімо Тура і Ерколе де Роберті, але безсумнівно, що роль Косси була головною. Фрески Зали місяців у Палаццо Скіфанойя змальовують дванадцять місяців року. Вони розділені на три яруси: у верхньому поміщений цикл святкових алегоричних сцен, нижній являє собою декілька картин з життя двору герцогів д'Есте. Між ними проходить широка стрічка із зображеннями астрологічних символів. Проект оформлення Зали місяців був розроблений професором астрології Пеллегріно Прішіані. Вони являють собою один із найбільш значних фрескових циклів світського змісту, створених в добу Ренесансу.
В 1470 році, після завершення роботи над фресками Палаццо Скіфанойя, Косса переїхав з Феррари до Болоньї. Головним твором, створеним художником у Болоньї, став вівтарний образ для каплиці Гріффоні в церкві Сан-Петроніо.
Помер художник в Болоньї в 1477 році.